# 금등지사
금등지사(金縢之詞)란 억울함이나 비밀스런 일이 있어 후세에 이를 밝혀 진실을 알게 하는 문서를 말한다. 금등문서, 금등문건, 금등이라고도 불린다. 대한민국에서는 조선 영조가 자신의 아들이자 정조의 아버지인 사도세자의 죽음에 관련하여 남긴 글로 소설, 드라마 등에서 자주 다루어진다. 영조의 금등지사를 다룬 작품으로는 이인화의 소설 《영원한 제국》, 드라마 《성균관 스캔들》, 《정조암살미스터리 8일》, 《옷소매 붉은 끝동》 등이 있다.

## 유래
금등은 《서경》의 편명으로, 본래 금속으로 봉한 상자를 가리킨다. 주나라 무왕이 병에 걸리자 그 동생인 주공이 자신이 무왕 대신 죽겠다 하늘에 기원하는 글을 써서 상자에 넣어두었다. 무왕이 죽고 그 아들인 성왕이 즉위하자 주공이 섭정을 맡게 되었는데 주공의 아우 관숙과 채숙이 주공을 헐뜯으며 그가 무왕을 독살했다고 모함했다. 주공은 낙양으로 피신했고 성왕이 나중에 금등 속의 책서를 발견하면서 주공의 누명은 벗겨졌다.